# Acropogon megaphyllus
Acropogon megaphyllus är en malvaväxtart som först beskrevs av Louis Édouard Bureau, Amp; Poisson och André Guillaumin, och fick sitt nu gällande namn av P. Morat. Acropogon megaphyllus ingår i släktet Acropogon och familjen malvaväxter. Inga underarter finns listade i Catalogue of Life.